# Мунтян, Павел Андреевич
Па́вел Андре́евич Мунтя́н (род. 11 июня 1978, Москва, СССР) — деятель российского анимационного кино, мультипликатор, продюсер, сценарист, сооснователь и евангелист Виртуального государства Фриленд и криптовалюты MFCoin. Известен как один из основателей студии Toonbox и автор идеи Mr. Freeman.

## Биография
Родился 11 июня 1978 года в Москве. Окончил московскую школу с углублённым изучением английского языка № 1157. В 1995 году поступил в Московский международный университет (бывшая Партшкола) на факультет административного управления и муниципального менеджмента; окончил в 1999 году. В 1999—2002 годах обучался в аспирантуре Гуманитарного института на факультете психологии. Тема диссертации — «Методы воздействия на человека при помощи компьютерных игр и сети Интернет». Автор ряда статей, посвященных компьютерной аддикции, в частности: «Влияние сети Интернет на развитие человека как психологическая проблема» и «Вид компьютерной аддикции: зависимость от компьютерных игр».
В 1998—2000 годах работал в Правительстве Москвы в Комитете общественных и межрегиональных связей.
В 2000—2001 годах был руководителем студии LoonArt.
С 2003 года — автор и руководитель интернет-проекта, посвященного альтернативной и концептуальной мультипликации «KOMS.ru» и семейного анимационного портала «Мультиков.нет».
В 2008 году совместно с художником Владимиром Пономарёвым основал анимационную студию Toonbox. Автор идеи и сценариев сериала «Mr. Freeman».
27 октября 2018 года одним из первых получил паспорт гражданина виртуального государства Фриленд.
В 2018 году получил премию «XX наиболее успешных людей Кипра», заняв первое место в номинации «Общественный деятель».
С самого начала войны России в Украине выступил против вторжения. На шестой день войны (1 марта 2022 года) запустил фонд поддержки Украины, собравший $725.000 на приобретение средств защиты, продуктов питания, а также запуск мастерских по пошиву бронежилетов и плитоносок — о деятельности фонда подробно сообщалось в Телеграм-канале.
14 апреля 2023 года Министерством юстиции России внесён в список физических лиц — «иностранных агентов».
17 октября 2023 года на Мунтяна было заведено уголовное дело о «фейках» об армии (207.3 УК РФ). Позже он был объявлен МВД России в федеральный розыск. 19 декабря — заведено административное дело и составлен протокол за дискредитацию российской армии. 26 декабря МВД России объявило Мунтяна в розыск по статье УК. По какой конкретно статье ведётся розыск, не указано.
26 февраля 2024 года Хорошёвский суд Москвы заочно арестовал Мунтяна по делу о фейках.
20 августа 2024 года Мунтян установил бронзовый мемориал памяти Алексея Навального на набережной Пафоса (Кипр).
6 сентября 2024 года Мунтяна заочно приговорили к 8 годам колонии по статье о военных «фейках». В деле обвинение не нашло никаких отягчающих обстоятельств, зато учло смягчающие — наличие у Мунтяна двоих маленьких детей. Максимальный срок по этой статье обвинения — 10 лет колонии, прокуратура запрашивала 8,5 лет.
15 октября 2024 года Мунтян был объявлен Россией в международный розыск. Однако, по словам Мунтяна на телеканале «Дождь», Интерпол не принял его дело в работу, сочтя его политическим.

## Анимация
В 2003 году разработал и запустил субкультурный проект о концептуальной анимации KOMS.ru. В 2005 году проект KOMS.ru получил награду «Золотой сайт» в номинации «Флэш-дизайн и анимация».
С 2007 года — владелец и идейный руководитель портала Multikov.net. С данного портала начиналась история проектов «Масяня» (автор Олег Куваев), «Синий Воробей» и многих других.
С 2007 года — официальный представитель в России анимационной студий Toongu.ru, проекта «Krolikov.net», а также российский представитель режиссёра Сергея Анискова («Каппа Майки», Jolly Rabit).
В 2005 и 2007 годах выпустил два DVD-диска с концептуальными мультфильмами проекта KOMS.ru и интервью с авторами фильмов.
С 2007 по 2010 год являлся официальным представителем Олега Куваева и проекта «Масяня» на территории России, СНГ и стран Балтии.
В 2008 году представил проект концептуальной анимации KOMS.ru на ХХХ Международном Кинофестивале в Москве (ММКФ).
В 2008 году опубликовал «Открытое письмо про мультики», вызвавшее широкий резонанс как среди анимационной общественности, так и далеко за её пределами. Письмо было перепечатано в ряде новостных онлайн изданий, а также широко распространилось в блогосфере.

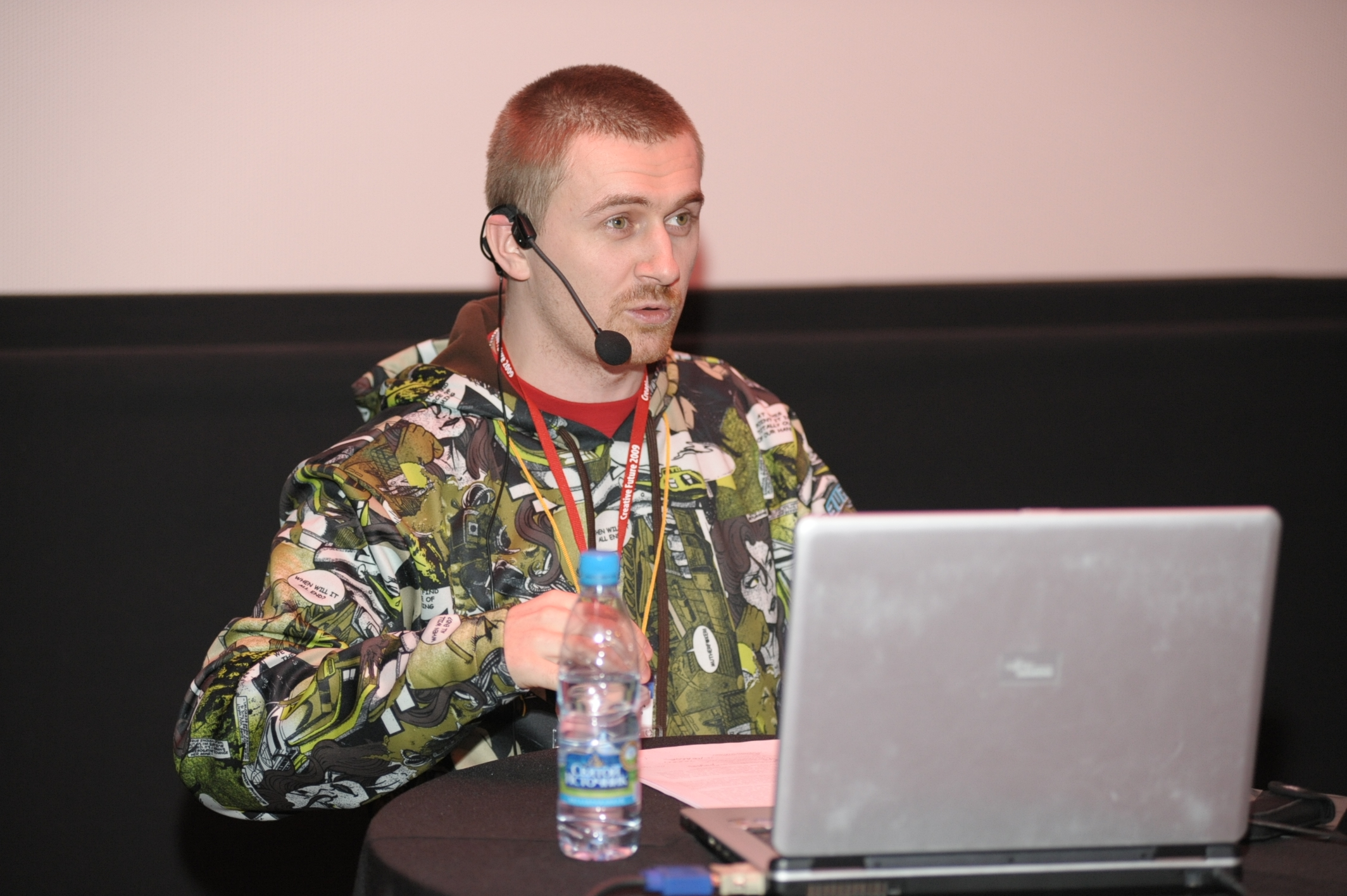
На конференции компании Adobe «Creative Future 2009»

В 2010 году выступил с лекцией «Экономические аспекты современной анимации в России» в рамках фестиваля «Мультиматограф». В рамках данной лекции Мунтян сделал своё первое заявление о причастности к проекту Mr. Freeman.
В июле 2010 года совместно с Владимиром Пономаревым запустил при студии Toonbox курсы классической анимации.
В сентябре 2011 года выступил с лекцией «Как сделать мультфильм и заработать на нём денег?» в Британской Высшей Школе Дизайна, а также: в Москве (ВГИК), в Самаре, в Нижнем Новгороде, в Санкт-Петербурге и в Вологде.
21 декабря 2012 года в ролике «00:00:00» публично признал свою причастность к сериалу Mr. Freeman данного сериала.
Весной 2014 года перевёз свою анимационную студию Toonbox на Кипр.
17 января 2007 года в кинотеатре «Фитиль» Павлом Мунтяном совместно с клубом «Сине Фантом» был проведен первый в России показ альтернативной анимации на большом экране. Представлены 25 анимационных работ проекта KOMS, а также 4 мультфильма английского аниматора Дэвида Фёрта. По окончании показа прошли обсуждения фильмов с их авторами.

## Футурология
В 2018 году выступил на TEDx Минск с темой «Государство будущего — виртуальное государство» с одновременной презентацией новой серии Mr. Freeman part 07 «Ода».
В 2018 году выступил на Hi-Tech Nation Минск с темой «Децентрализация в обществе и в бизнесе: будущее или утопия?», где на территории Минск-Арена (3200 зрителей) рассказывает о «Теории Цветных Людей» и виртуальном государстве Freeland.
В 2018 году выступил на Future Is Today Лимассоле с темой «The Future Of The Media Entertainment» (англ.яз.), в котором рассказывает своё видение будущего мультимедиа.
В 2019 году выступил на CG Event в Киеве с темой «Футурология всего», где рассказывает о волнах наблюдений за развитием человечества.
С 2019 года ведёт образовательный блог «Разные телеги», посвященный различным аспектам футурологии, обществоведения, науки, искусства и медиа.

## Фильмография

### Анимационное кино и мультимедиа
- Студия «Toonbox» (2008—наст. время). Продюсер, сценарист:
  - Take My Muffin
  - Короткометражный фильм «Туфли»
  - «Котики, вперед!»
  - Сериал «Загадки шамана»
  - «Куми-Куми»
  - Сериал «История могла бы пойти по-другому»
  - «Шишка»
  - «Приключения Ам Няма»
  - «Новые возможности семерки»
  - «Три брата Акробата»
  - «Mr. Freeman»
- Политическая сатира (авторские проекты и участие в проектах) и антивоенные ролики:
  - Клип для группы Каста «Священный мясокомбинат»
  - Клип для Noize MC «Соловьи»
  - Музыкальный проект ANTIÐ⊕T — продюсер, автор идеи
  - Проект «Разуйте глазки, малыши!» Татьяны Лазаревой
  - Клип для Лигалайз и группы D.O.B. Community «Мир! Вашему! Дому!»
  - Клип для Дмитрия Спирина и группы «Тараканы!» «Чем кончается родина»
  - Клип для группы «Ногу свело!» "Мертвый Навальный страшнее живого"
- Студия «Toonbox» и «Аэроплан» (2010). Монтаж:
  - «Фиксики»
- Студия «Toonbox» (2017). Линейный продюсер (анимация):
  - «Последний богатырь»
- Студия «Toonbox» (2008—2011). Продюсер:
  - «Настоящие приключения Белки и Стрелки»
  - «Сказки-потешки»
- Проект Multikov.net (2006—2011). Сопродюсер:
  - «Масяня»
  - «Снежики»
- Комиксы / книги (2012—2014). Продюсер:
  - Артбук Otto Schmidt
  - Приключения капитана Донки
  - Карты Таро Otto Schmidt
- Студия «Петербург», «Анимакс продакшн» и «Рики» (2021—наст. время). Ассоциативный продюсер:
  - «ДиноСити»

### Авторская программа «Разные телеги»
Публиковалась на Youtube-канале (2019—2024) на авторском канале Мунтяна.